# Rizvanovići
Rizvanovići (cyr. Ризвановићи) – wieś w Bośni i Hercegowinie, w Republice Serbskiej, w mieście Prijedor. W 2013 roku liczyła 503 mieszkańców.